# Nati nel 1925/Marzo
| Questa pagina contiene informazioni ricavate automaticamente dalle voci biografiche con l'ausilio del template Bio e di un bot. L'aggiornamento è periodico e automatico e ricostruisce completamente la pagina. Se manca una persona in questa lista, sei pregato di non aggiungerla, ma accertati piuttosto che la sua voce biografica contenga il template Bio e che i dati anagrafici siano correttamente compilati. Se il template Bio manca, inseriscilo tu stesso o, in alternativa, metti l'avviso {{tmp\|Bio}} che ne segnala la mancanza. Se i dati riportati sono sbagliati, correggi direttamente la voce biografica; le modifiche saranno visibili in questa lista entro pochi giorni. Per chiarimenti vedi il progetto biografie. La lista contiene solo le 196 persone che sono citate nell'enciclopedia e per le quali è stato implementato correttamente il template Bio. Pagina aggiornata al 2 lug 2025. |

- 1º marzo - Zenny de Azevedo, cestista brasiliano († 2001)
- 1º marzo - Lucine Amara, soprano statunitense († 2024)
- 1º marzo - Lucien Carr, giornalista statunitense († 2005)
- 1º marzo - Francesca Del Rio, partigiana italiana († 2008)
- 1º marzo - Rudolf Leopold, collezionista d'arte austriaco († 2010)
- 1º marzo - Theodore Levitt, economista tedesco († 2006)
- 1º marzo - Solomon Marcus, matematico e pedagogista rumeno († 2016)
- 1º marzo - Keith Harvey Miller, politico statunitense († 2019)
- 1º marzo - Alexandre do Nascimento, cardinale e arcivescovo cattolico angolano († 2024)
- 2 marzo - Lelio Catelli, calciatore italiano († 2009)
- 2 marzo - Charles N. Reilley, chimico statunitense († 1981)
- 2 marzo - Charles Caldwell Ryrie, biblista e teologo statunitense († 2016)
- 2 marzo - Fernando Caiado, allenatore di calcio e calciatore portoghese († 2006)
- 3 marzo - Giacomo Benevelli, scultore italiano († 2011)
- 3 marzo - El Pescaílla, cantante, chitarrista e compositore spagnolo († 1999)
- 3 marzo - Fulvio Longobardi, critico letterario e scrittore italiano († 2001)
- 3 marzo - Antonio Palandri, politico italiano († 2003)
- 3 marzo - Axel Schandorff, pistard danese († 2016)
- 3 marzo - Ignazio Schino, giornalista, conduttore radiofonico e scrittore italiano († 2008)
- 3 marzo - Joe Sentieri, cantautore italiano († 2007)
- 3 marzo - Zvi Zamir, generale e agente segreto israeliano († 2024)
- 4 marzo - Edmond Abelé, vescovo cattolico francese († 2017)
- 4 marzo - Inezita Barroso, cantante, attrice e compositrice brasiliana († 2015)
- 4 marzo - Virgilio Condarcuri, politico e partigiano italiano († 2009)
- 4 marzo - Italo Mancini, presbitero, filosofo e teologo italiano († 1993)
- 4 marzo - Paul Mauriat, musicista, direttore d'orchestra e compositore francese († 2006)
- 5 marzo - Franco Cardani, calciatore italiano († 2005)
- 5 marzo - Renato De Sanzuane, pallanuotista italiano († 1986)
- 5 marzo - Guido Radi, partigiano italiano († 1944)
- 5 marzo - Jean Séguy, sociologo francese († 2007)
- 5 marzo - Jacques Vergès, avvocato e attivista francese († 2013)
- 5 marzo - Paul Vergès, politico francese († 2016)
- 6 marzo - Don Boven, cestista e allenatore di pallacanestro statunitense († 2011)
- 6 marzo - Patricia Donahue, attrice statunitense († 2012)
- 6 marzo - Nino Farì, clarinettista e direttore artistico italiano († 2015)
- 6 marzo - Richard Kreß, calciatore tedesco († 1996)
- 6 marzo - Dante Spaziani, politico italiano
- 6 marzo - Franz Thaler, pacifista e artigiano italiano († 2015)
- 7 marzo - Mario Bettoli, politico e partigiano italiano († 2012)
- 7 marzo - Guy Herbulot, vescovo cattolico francese († 2021)
- 7 marzo - François Houtart, presbitero, teologo e sociologo belga († 2017)
- 7 marzo - Sid McMeekan, cestista britannico († 1991)
- 7 marzo - Stan McMeekan, cestista britannico († 1971)
- 7 marzo - Riccardo Paladini, annunciatore televisivo e giornalista italiano († 1996)
- 7 marzo - Marino Raicich, insegnante e politico italiano († 1996)
- 7 marzo - Richard Vernon, attore britannico († 1997)
- 8 marzo - Gianni Baget Bozzo, presbitero, politico e scrittore italiano († 2009)
- 8 marzo - Dick Furey, cestista e allenatore di pallacanestro statunitense († 1998)
- 8 marzo - Efim Petrovič Geller, scacchista sovietico († 1998)
- 8 marzo - Antonio de Ligne, principe belga († 2005)
- 8 marzo - Delio Ricci, partigiano italiano († 1944)
- 8 marzo - Piet Steenkamp, politico olandese († 2016)
- 9 marzo - Silvio Cirielli, politico italiano († 1987)
- 9 marzo - Mahmoud Fayad, sollevatore egiziano († 2002)
- 9 marzo - Åke Johansson, attore e giornalista svedese († 2015)
- 9 marzo - Jack Smight, regista e attore statunitense († 2003)
- 9 marzo - Mario Villa, calciatore italiano
- 10 marzo - Manolis Anagnostakis, poeta greco († 2005)
- 10 marzo - Enzo Giovanni Caffer, partigiano italiano († 1944)
- 10 marzo - Lello Capaldo, naturalista italiano († 2007)
- 10 marzo - Gino Cereseto, calciatore italiano
- 10 marzo - Pete Mount, cestista statunitense († 1990)
- 10 marzo - Andy O'Donnell, cestista statunitense († 2019)
- 10 marzo - Ed van der Elsken, fotografo e regista olandese († 1990)
- 11 marzo - Romano Broggini, linguista e filologo svizzero († 2014)
- 11 marzo - Margaret Dayhoff, fisica e biochimica statunitense († 1983)
- 11 marzo - Peter R. Hunt, regista britannico († 2002)
- 11 marzo - Joachim Näther, architetto tedesco († 2009)
- 11 marzo - İlhan Selçuk, giornalista e scrittore turco († 2010)
- 11 marzo - Rodney Wilkes, sollevatore trinidadiano († 2014)
- 12 marzo - Martín Acosta y Lara, cestista uruguaiano († 2005)
- 12 marzo - Louison Bobet, ciclista su strada francese († 1983)
- 12 marzo - Lucius Burckhardt, sociologo, economista e urbanista svizzero († 2003)
- 12 marzo - Georges Delerue, compositore francese († 1992)
- 12 marzo - Leo Esaki, fisico giapponese
- 12 marzo - Saverio Ferina, presbitero e letterato italiano († 2016)
- 12 marzo - Harry Harrison, scrittore, glottoteta e esperantista statunitense († 2012)
- 13 marzo - Riccardo Alderuccio, poeta italiano († 2024)
- 13 marzo - Giorgio Bargioni, agronomo italiano († 2012)
- 13 marzo - Fernando Birri, regista cinematografico argentino († 2017)
- 13 marzo - Angelo Conterno, ciclista su strada italiano († 2007)
- 13 marzo - Franco Donatelli, fumettista e illustratore italiano († 1995)
- 13 marzo - Herbert Fleischmann, attore tedesco († 1984)
- 13 marzo - Corrado Gaipa, attore e doppiatore italiano († 1989)
- 13 marzo - Samir Gharbo, nuotatore e pallanuotista egiziano († 2018)
- 13 marzo - Roy Haynes, batterista statunitense († 2024)
- 13 marzo - Bill Roberts, cestista statunitense († 2016)
- 13 marzo - John Tate, matematico statunitense († 2019)
- 13 marzo - Jennifer Vyvyan, soprano inglese († 1974)
- 14 marzo - Piero Cereda, calciatore italiano
- 14 marzo - Aleksej Guryšev, hockeista su ghiaccio sovietico († 1983)
- 14 marzo - Max Morris, cestista e giocatore di football americano statunitense († 1998)
- 14 marzo - Jean Swidzinski, cestista francese († 1992)
- 14 marzo - John Wain, scrittore britannico († 1994)
- 15 marzo - Giancarlo Iliprandi, designer e grafico italiano († 2016)
- 15 marzo - Giovanni Russo, giornalista, scrittore e commediografo italiano († 2017)
- 15 marzo - Connie Simmons, cestista statunitense († 1989)
- 15 marzo - Josef Zürcher, calciatore svizzero
- 16 marzo - Alessandro Alessandroni, compositore, direttore d'orchestra e arrangiatore italiano († 2017)
- 16 marzo - Fosco Becattini, calciatore italiano († 2016)
- 16 marzo - Valentino Bonaiti, calciatore italiano († 2006)
- 16 marzo - Cornell Borchers, attrice tedesca († 2014)
- 16 marzo - Amos Calderoni, operaio e partigiano italiano († 1944)
- 16 marzo - Giuseppe Gaggiotti, calciatore italiano († 2007)
- 16 marzo - Ervin Kassai, cestista e arbitro di pallacanestro ungherese († 2012)
- 16 marzo - Luis Ernesto Miramontes Cárdenas, chimico messicano († 2004)
- 16 marzo - Paolo Montarsolo, basso e attore cinematografico italiano († 2006)
- 16 marzo - Primiano Muratori, tecnico del suono italiano († 1996)
- 16 marzo - Werner Schreib, pittore tedesco († 1969)
- 16 marzo - Raúl Sendic Antonaccio, politico e rivoluzionario uruguaiano († 1989)
- 16 marzo - Luigi Turchi, giornalista e politico italiano († 2019)
- 17 marzo - Marcel Bon, micologo francese († 2014)
- 17 marzo - Julija Borisova, attrice e politica sovietica († 2023)
- 17 marzo - Patricia Breslin, attrice statunitense († 2011)
- 17 marzo - Gabriele Ferzetti, attore italiano († 2015)
- 17 marzo - Antonio Giagu Demartini, politico italiano († 2006)
- 17 marzo - Clemente Graziani, politico italiano († 1996)
- 17 marzo - Ray Iggleden, calciatore inglese († 2003)
- 17 marzo - Enrico Medioli, sceneggiatore italiano († 2017)
- 17 marzo - Carlo Negroni, cestista italiano († 2024)
- 17 marzo - Josef Růžička, lottatore cecoslovacco († 1986)
- 17 marzo - Willy Steffen, calciatore svizzero († 2005)
- 17 marzo - Milojka Štrukelj, partigiana e antifascista slovena († 1944)
- 18 marzo - Lew Brown, attore statunitense († 2014)
- 18 marzo - Domenico Cataldo, dirigente sportivo, arbitro di calcio e allenatore di calcio italiano († 2010)
- 18 marzo - Antonio José González Zumárraga, cardinale e arcivescovo cattolico ecuadoriano († 2008)
- 19 marzo - Zoja Abramova, archeologa sovietica († 2013)
- 19 marzo - Julio Canessa, generale e politico cileno († 2015)
- 19 marzo - Jaroslav Hun'ka, ex militare ucraino
- 19 marzo - Kjell Kristiansen, calciatore norvegese († 1999)
- 19 marzo - Heinrich Krumpfholz, ex pallanuotista austriaco
- 19 marzo - Pascal Marchetti, linguista francese († 2018)
- 19 marzo - Lino Zanettin, bobbista italiano († 2011)
- 20 marzo - John Ehrlichman, politico statunitense († 1999)
- 20 marzo - Giancarlo Forlani, calciatore italiano († 2010)
- 20 marzo - Bill Lignante, fumettista statunitense († 2018)
- 20 marzo - Jaroslava Mirovická, pallavolista e cestista cecoslovacca († 2009)
- 20 marzo - David Warren, chimico e inventore australiano († 2010)
- 21 marzo - Peter Brook, regista britannico († 2022)
- 21 marzo - Arturo Del Castillo, fumettista cileno († 1992)
- 21 marzo - Karl Holmström, saltatore con gli sci svedese († 1974)
- 21 marzo - Hugo Koblet, ciclista su strada e pistard svizzero († 1964)
- 22 marzo - Alberto Trama, cestista e allenatore di pallacanestro argentino († 2005)
- 23 marzo - Alberto Cozzi, partigiano italiano († 1944)
- 23 marzo - Robie Lester, doppiatrice e cantante statunitense († 2005)
- 23 marzo - Gennaro Papa, politico e avvocato italiano († 2018)
- 23 marzo - Rafael Squirru, critico d'arte, saggista e poeta argentino († 2016)
- 23 marzo - David Watkin, direttore della fotografia britannico († 2008)
- 24 marzo - Lois Andrews, attrice statunitense († 1968)
- 24 marzo - Dante Drusiani, partigiano italiano († 1944)
- 24 marzo - József Kozma, cestista ungherese († 1994)
- 25 marzo - Mohammed Abderrazak, calciatore e allenatore di calcio marocchino
- 25 marzo - Don Freeland, pilota automobilistico statunitense († 2007)
- 25 marzo - Robert Higgins, sollevatore statunitense († 1998)
- 25 marzo - Flannery O'Connor, scrittrice statunitense († 1964)
- 25 marzo - Chiara Samugheo, fotografa italiana († 2022)
- 25 marzo - Daniel Yanofsky, scacchista e avvocato canadese († 2000)
- 26 marzo - Pierre Boulez, compositore, direttore d'orchestra e saggista francese († 2016)
- 26 marzo - Bruno Canova, pittore, incisore e partigiano italiano († 2012)
- 26 marzo - Renato Coppola, medico e politico italiano († 2007)
- 26 marzo - Luciano Fineschi, musicista, compositore e arrangiatore italiano († 2006)
- 26 marzo - Lenko Grčić, allenatore di calcio e calciatore jugoslavo († 1999)
- 26 marzo - François Heywaert, schermidore belga
- 26 marzo - Charles Spencer King, ingegnere, progettista e manager britannico († 2010)
- 26 marzo - Walter Madoi, pittore e scultore italiano († 1976)
- 26 marzo - James Moody, sassofonista e flautista statunitense († 2010)
- 26 marzo - Paul Verschuren, vescovo cattolico olandese († 2000)
- 26 marzo - Michal Vičan, allenatore di calcio e calciatore slovacco († 1986)
- 26 marzo - John Baptist Wu Cheng-chung, cardinale e vescovo cattolico cinese († 2002)
- 27 marzo - John Bayley, scrittore e critico letterario britannico († 2015)
- 27 marzo - Robert Cohan, coreografo e ballerino statunitense († 2021)
- 27 marzo - Dante Di Nanni, partigiano italiano († 1944)
- 27 marzo - Betty Miller, attrice statunitense († 2004)
- 27 marzo - Charles Henry Plumb, politico inglese († 2022)
- 28 marzo - Vincenzo Cabianca, ingegnere e urbanista italiano († 2015)
- 28 marzo - Oszkár Csuvik, pallanuotista ungherese († 2008)
- 28 marzo - Dorothy DeBorba, attrice statunitense († 2010)
- 28 marzo - Libero Della Briotta, politico italiano († 1985)
- 28 marzo - Sirio Giannini, scrittore italiano († 1960)
- 28 marzo - Alberto Grimaldi, produttore cinematografico italiano († 2021)
- 28 marzo - Malcolm Newlands, calciatore scozzese († 1996)
- 28 marzo - Orlando Pucci, partigiano e sindacalista italiano († 2007)
- 28 marzo - Innokentij Michajlovič Smoktunovskij, attore russo († 1994)
- 29 marzo - Secondo Barisone, ciclista su strada italiano († 2002)
- 29 marzo - Pasquale Fornara, ciclista su strada italiano († 1990)
- 29 marzo - Bobby Hutchins, attore statunitense († 1945)
- 29 marzo - Allan Paivio, psicologo canadese († 2016)
- 29 marzo - Davit Tsimak'uridze, lottatore sovietico († 2006)
- 29 marzo - Emlen Tunnell, giocatore di football americano statunitense († 1975)
- 30 marzo - Pavel Osipovič Chomskij, regista sovietico († 2016)
- 30 marzo - Bernard Morel, schermidore francese († 2023)
- 30 marzo - Klaus Detlef Sierck, attore tedesco († 1944)
- 31 marzo - Andrea Bianchi, regista italiano († 2013)
- 31 marzo - Bernhard Heisig, pittore e illustratore tedesco († 2011)
- 31 marzo - Gigi Monticone, giornalista, scrittore e partigiano italiano († 1973)
- 31 marzo - Salvatore Urso, politico e sindacalista italiano († 2017)